# Im Seung-hwi
Im Seung-hwi (3 de fevereiro de 1946) - é um ex-jogador de futebol norte-coreano, que atuava como meia.

## Carreora
Im Seung-hwi fez parte do histórico elenco da Seleção Norte-Coreana de Futebol, na Copa do Mundo de 1966.